# شهرستان کافی (کانزاس)
شهرستان کوفی، کانزاس (به انگلیسی: Coffey County, Kansas) یک سکونتگاه مسکونی در ایالات متحده آمریکا است که در کانزاس واقع شده‌است.